# Scylaticus engeli
Scylaticus engeli là một loài ruồi trong họ Asilidae. Scylaticus engeli được Bromley miêu tả năm 1947. Loài này phân bố ở vùng nhiệt đới châu Phi.